# Monk
Monk är en amerikansk komedi/kriminalserie för TV skapad av Andy Breckman. Från och med 12 juli 2002 till 4 december 2009 sändes 8 säsonger med sammanlagt 125 avsnitt. Serien har blivit nominerad 32 gånger (bland annat för bästa komedin på TV), och har vunnit elva (därav åtta Emmy Awards, en Golden Globe och två Screen Actors Guild Awards).
Filmen Mr. Monk's Last Case: A Monk Movie är en fortsättning av serien som utspelar sig efter covid-19-pandemin. Filmen hade premiär på streamingtjänsten Peacock den 8 december 2023.
Seriens soundtrack är komponerad av Jeff Beal, inklusive signaturmelodin från första säsongen. Från och med början av andra säsongen användes It's a Jungle Out There av Randy Newman som signaturmelodin. Ändringen av signaturmelodin fick blandade reaktioner, vilket refereras i avsnittet "Mr. Monk and the TV Star". I avsnittet "Mr. Monk and the End" och filmen Mr. Monk's Last Case: A Monk Movie används även låtarna When I'm Gone och I Think It's Going to Rain Today av Randy Newman.

## Synopsis
Adrian Monk (spelad av Tony Shalhoub) är en briljant detektiv; han har öga för minsta detaljer och ser allt som andra missar. Detta ofta på grund av hans svåra tvångsbeteenden och oklanderliga minne. Utöver tvångssyndrom har han även ett antal fobier och rädslor. Dessa rädslor inkluderar bland annat baciller, mjölk, höjder, närkontakt, hagel, grodor, svampar, fotbollshuliganer och tandläkare. Listan är lång och i vissa avsnitt ser man även hur han bär med sig denna "fobi-lista" för att kunna uppdatera den. 
Adrian Monk var i sju år gift med sin – som han själv uttrycker det – bättre hälft, Trudy Anne Ellison (Spelad av Melora Hardin och i vissa tidiga avsnitt även Stellina Rusich). Den 14 december 1997 dog Trudy av en bilbomb. Detta tog så hårt på Adrian att han blev av med sitt jobb som polis (i San Francisco Police Dept.), då hans rädslor och fobier helt tog över. Dessutom förblev fallet med Trudys död olöst.
Capt. Stottlemeyer (spelad av Ted Levine) blev orolig för sin vän och före detta kollega, vilket medförde att han skaffade en sjuksköterska att assistera Adrian och hjälpa honom att hantera vardagen.

## Rollista i urval

### Huvudroller
- Adrian Monk - Tony Shalhoub
- Sharona Fleming - Bitty Schram (säsong 1–3)
- Randy Disher - Jason Gray-Stanford
- Kaptain Leland Stottlemeyer - Ted Levine
- Natalie Teeger - Traylor Howard (säsong 3–8)

### Återkommande roller
- Julie Teeger - Emmy Clarke, Natalies dotter
- Dr. Charles Kroger - Stanley Kamel, Monks första psykiatriker
- Dr. Neven Bell - Héctor Elizondo, Monks andra psykiatriker
- Benjy Fleming - Max Morrow/Kane Ritchotte, Sharonas son
- Trudy Monk - Stellina Rusich/Melora Hardin, Monks framlidna fru
- Kevin Dorfman - Jarrad Paul
- Harold Krenshaw - Tim Bagley
- Ambrose Monk - John Turturro, Adrians bror

## Avsnitt (ofullständiga)
1. Kandidaten